# Nérékorosso (Tchériba)
Pour les articles homonymes, voir Nérékorosso.
Nérékorosso est une commune située dans le département de Tchériba de la province du Mouhoun au Burkina Faso.